# MÁV 291
A Debreczen II  egy szertartályos keskeny nyomtávú gőzmozdony volt a Debreceni Városi Erdei Vasútnál, DVEV (ma Zsuzsi Erdei vasút).
A Debrecen-Guthi Vasúti Vállalat a folyamatosan bővülő vonalainak üzemének biztosításához 1909-ben további B tengelyelrendezésű szertartályos gőzmozdonyt szerzett be az Orenstein és Koppel Gépgyártól. A Debrecen II pályaszámot kapta. 1923-ban megindult a személyszállítás bekapcsolva ezzel a kiterjedt nyírségi tanyavilágot az ország gazdaságába.
A mozdonyt 1949-ben a pálya államosításakor átvette a MÁV ahol 291.001 sorozat és pályaszámmal látták el.
A Magyarországon egyedüli 950 mm-es nyomtáv sok gondot okozott a járművek üzemeltetése, karbantartása során az alkatrészbeszerzésben, ezért 1961-ben az egész pályát átépítették 760 mm-esre. Ekkor selejtezték a mozdonyparkot is.
A  mozdonyt szétvágták és beolvasztották.